# Sido Rejo (Rimbo Ilir)
Sido Rejo is een bestuurslaag in het regentschap Tebo van de provincie Jambi, Indonesië. Sido Rejo telt 1572 inwoners (volkstelling 2010).